# Volkshochschule Köln
Die Volkshochschule Köln (VHS Köln) ist die zweitgrößte Volkshochschule in Deutschland nach der Münchner Volkshochschule und die größte Einrichtung der Erwachsenenbildung Nordrhein-Westfalens.

## Geschichte
Die VHS Köln wurde nach dem Ersten Weltkrieg im Jahre 1919 gegründet und bestand als liberale Bildungsinstitution bis 1933. Ab 1920 war Paul Honigsheim der Leiter. In der NS-Zeit fand die von der Universität vertriebene Hanna Meuter hier ein Auskommen. Nach der Zäsur der NS-Zeit und des Zweiten Weltkriegs nahm die VHS 1946 wieder ihre Tätigkeit auf. Sie spielte seitdem in Köln eine zentrale Rolle bei der Weiterbildung der Bürger in den Themenbereichen Politik, Gesellschaft, Beruf, Sprachen, Kunst, Kultur und Gesundheit. 2019 feierte die VHS Köln ihr 100-jähriges Bestehen.

## Leitung
Leiter der Volkshochschule Köln waren seit 1946 Alfred Nicolai, Heinz Stragholz, Gerd Brosch, Ernst Küchler und Bernd Hambüchen. Im Jahr 1985 folgte als erste Frau in diesem Amt Gabriele Hammelrath, bis sie am 13. Mai 2012 in den Landtag von Nordrhein-Westfalen gewählt wurde. Nach Ernst Küchler, der in den Bundestag gewählt wurde, ist sie die zweite Persönlichkeit, die von der Kölner Volkshochschule mit Erfolg in die Politik wechselte. Am 8. März 2013 wurde der bisherige Abteilungsleiter Jakob Schüller zum neuen Leiter des Amts für Weiterbildung und zugleich der Volkshochschule Köln ernannt. Ende 2023 trat er in den Ruhestand. Seit dem 1. Juli 2024 leitet die promovierte Literaturwissenschaftlerin Marie Batzel die Volkshochschule Köln.

## Struktur
Die Volkshochschule Köln ist eine Weiterbildungseinrichtung in städtischer Trägerschaft und gehört organisatorisch zum Amt für Weiterbildung. Dieses wiederum ist dem Dezernat IV – Bildung, Jugend und Sport der Stadtverwaltung Köln unterstellt. Als kommunales Weiterbildungszentrum der Stadt Köln ist die VHS Teil der öffentlichen Daseinsvorsorge und nach dem Weiterbildungsgesetz (WbG) NRW eine Pflichtaufgabe der Kommune.
Das Bildungsangebot der Volkshochschule Köln ist in sechs große Themenbereiche unterteilt:
- Mensch, Gesellschaft und Politik
- Kunst, Kultur, Kreativität
- Gesundheit, Entspannung, körperliche Bewegung, gesunde Ernährung
- Sprachen: etwa 30, darunter Deutsch, Englisch, Französisch, Spanisch, Russisch und Chinesisch
- EDV-Multimedia, von Word bis Linux
- Management, Medien, Qualifizierung, Berufliche Bildung

Seit 1965, also 38 Jahre lang, verfügte die VHS Köln über ein eigenes Gebäude im Zentrum von Köln, am Josef-Haubrich-Hof in direkter Nähe zum Neumarkt, bis dieses im Jahre 2008 wegen Renovierungsvorhaben geräumt wurde. In zwei Jahren sollte die VHS dorthin zurückkehren. Dieses Vorhaben wurde nach dem Einsturz des Historischen Archivs der Stadt Köln am 3. März 2009 durch Einzug eines aus der Gefahrenzone evakuierten Gymnasiums in das ehemalige VHS-Gebäude einstweilen vereitelt. Zwischenzeitlich war die VHS Köln provisorisch in der ehemaligen Musikschule in der Lotharstraße in Köln-Sülz und im Bezirksrathaus Köln-Nippes untergebracht. 2015 konnte die Volkshochschule das VHS-Studienhaus wieder beziehen. Dort befinden sich Seminarräume, Büros und das VHS-Kundenzentrum in der ersten Etage. Die Amtsleitung mit einem Teil der Verwaltung und mehreren Seminarräumen befindet sich in dem Gebäude Nr. 7 im Kölner Mediapark. Daneben bietet die VHS Köln an weiteren Standorten in Nippes, Lindenthal, Mülheim, Porz und Chorweiler Weiterbildung an. Der Veranstaltungssaal FORUM Volkshochschule befindet sich im Museumsgebäude am Neumarkt.

## Bildungsangebote
Das Angebot der Volkshochschule Köln war eingebunden in das bundesweite Festjahr „#2021JLID“, das der Verein 321-2021: 1700 Jahre jüdisches Leben in Deutschland e. V. mit seiner Kölner Geschäftsstelle organisierte und koordinierte. Damit wurden verschiedene Angebote auf den Weg gebracht, um das Festjahr gebührend zu feiern und jüdisches Leben in Köln sichtbar und erlebbar zu machen. Hintergrund ist, dass der römische Kaiser Konstantin der Große am 11. Dezember 321 ein Edikt erließ. Dieses Gesetz besagte, dass Juden städtische Ämter in den Kurien, den römischen Stadträten, bekleiden durften und sollten. Das Edikt Konstantins, das in einer Abschrift in der Bibliothek des Vatikans aufbewahrt wird, ist somit das früheste schriftliche Zeugnis über jüdisches Leben in Mittel- und Nordeuropa. Es belegt, dass jüdische Gemeinden bereits seit der Spätantike wichtiger integrativer Bestandteil der europäischen Kultur sind. Im Jahr 2021 leben Jüdinnen und Juden also nachweislich seit mindestens 1700 Jahren auf dem Territorium des heutigen Deutschlands.

## Finanzierung
Als staatlich anerkannte Einrichtung der Weiterbildung in städtischer Trägerschaft finanziert sich die Volkshochschule weitgehend aus Teilnahmeentgelten und Budgetmitteln der Stadt Köln und des Landes Nordrhein-Westfalen. Außerdem erhält sie Zuschüsse aus Drittmitteln für Projekte, die von der Bundesagentur für Arbeit, dem Europäischen Sozialfonds (ESF) und anderen Trägern gefördert werden. 

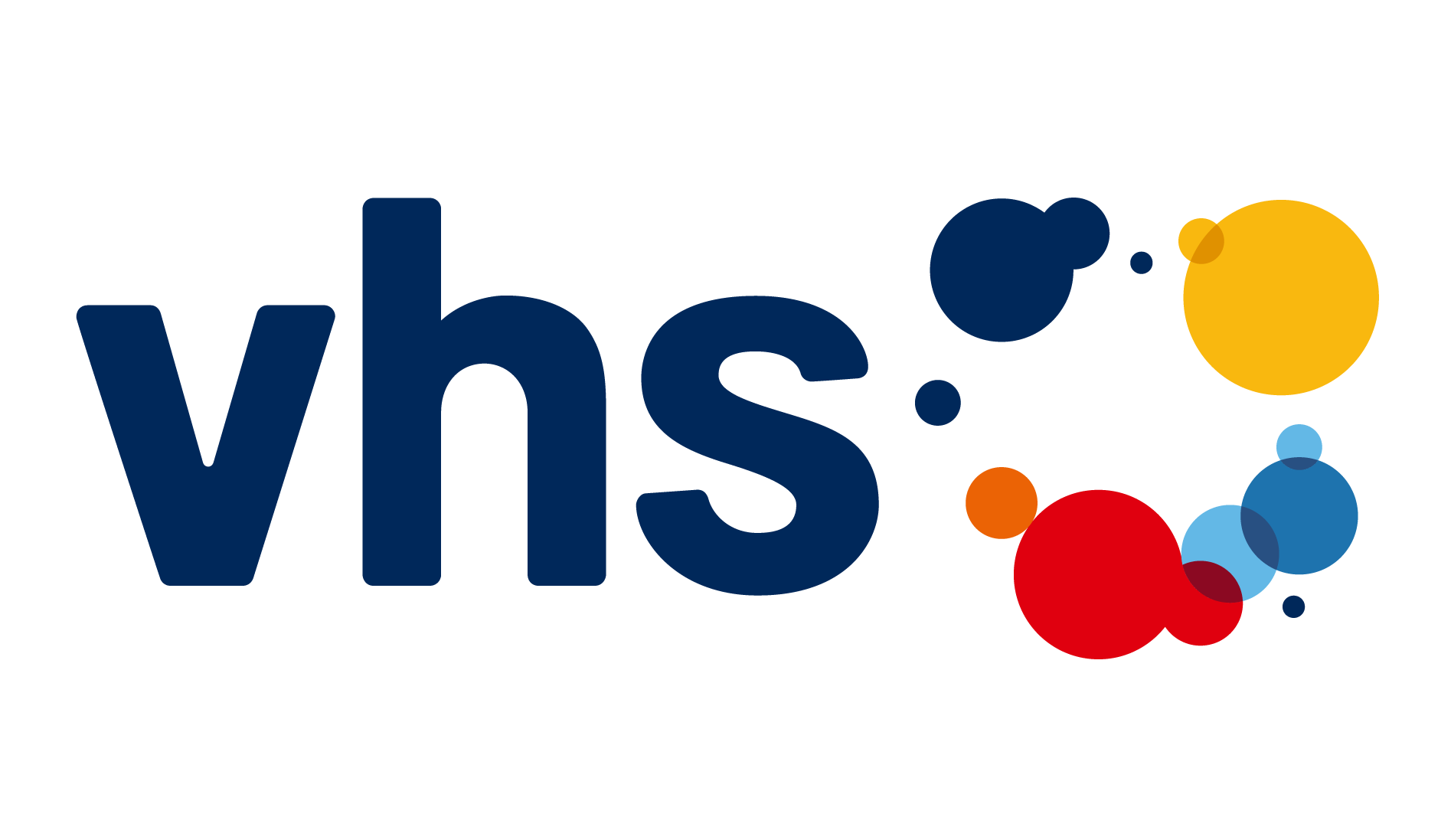
Logo des Deutschen Volkshochschul-Verbandes

## Publikationen
- 90 Jahre Volkshochschule Köln – 1919 bis 2009.